# Tränenbrunnen (Dresden)

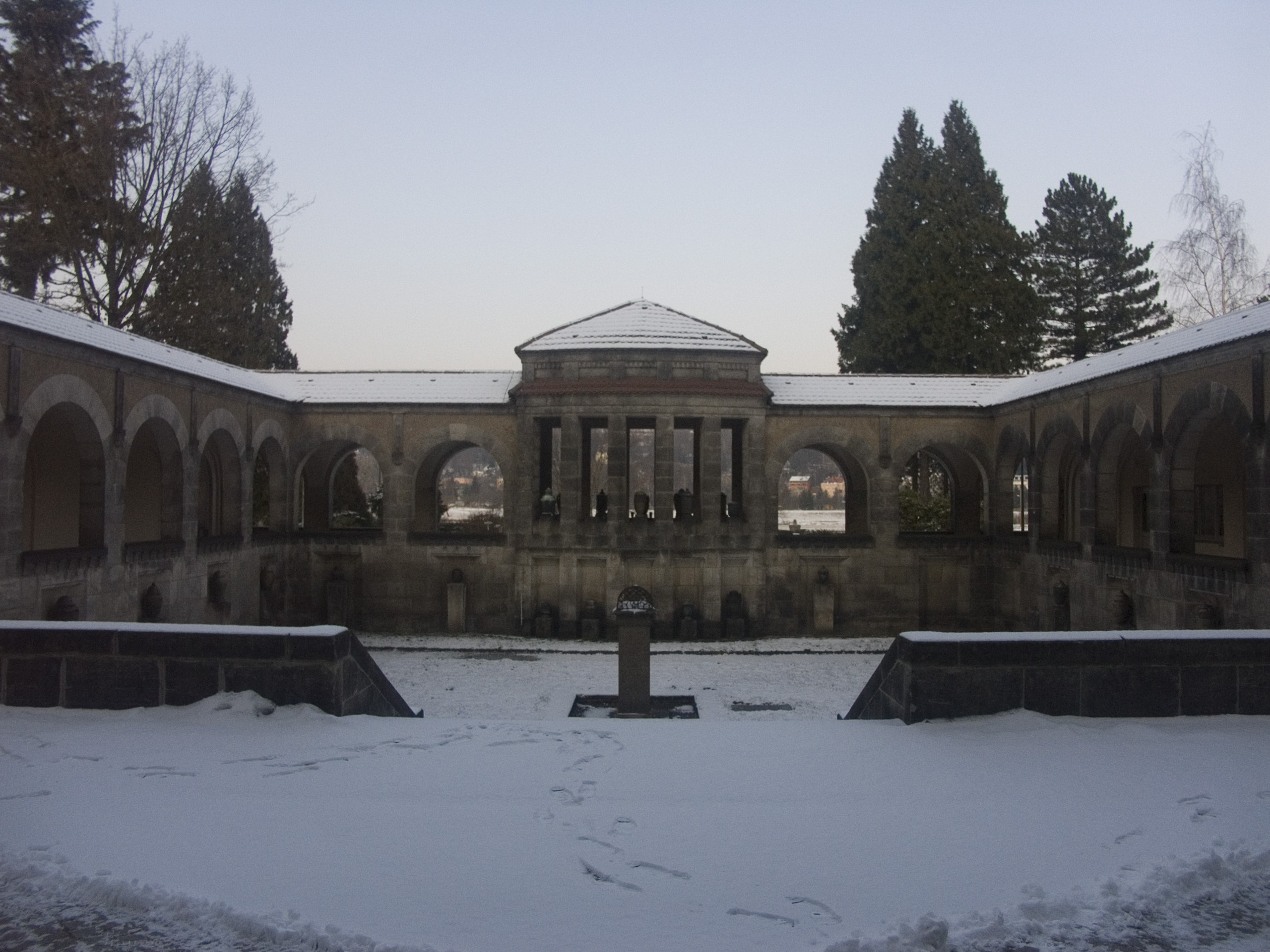
Urnenhof des Urnenhains mit dem mittigen Tränenbrunnen (2009, vor der Sanierung)

Der Tränenbrunnen ist eine kleine Brunnenanlage inmitten des Urnenhofs des Urnenhains Tolkewitz in Dresden, die wie der gesamte Urnenhain unter Denkmalschutz steht.
Der 1911 durch den Architekten Fritz Schumacher im Zusammenhang mit der gesamten Anlage des Urnenhains errichtete Brunnen besteht aus einem quadratischen flachen Becken, auf dem sich eine ca. 120 Zentimeter hohe und mit jeweils einer Kantenlänge von ca. 30 Zentimeter breite Säule aus Betonwerkstein befindet. Obenauf befindet sich ein, 2014 saniertes, schmiedeeisernes Geflecht, das noch Anklänge an den Jugendstil aufweist und das vier kupferne Ausläufe umgibt, die jeweils mittig auf dem Säulenkopf angeordnet wurden. „Tropfend, scheinbar als Tränen der Trauer, fällt das Wasser spärlich in das Becken.“
Betrieben wird der Brunnen mit Trinkwasser.